# Didier Deschamps
Didier Claude Deschamps (phát âm tiếng Pháp: [didje klod deʃɑ̃]; sinh ngày 15 tháng 10 năm 1968) là huấn luyện viên và cựu cầu thủ bóng đá chuyên nghiệp người Pháp. Ông hiện đang là huấn luyện viên trưởng của đội tuyển quốc gia Pháp. Khi còn thi đấu, ông đã chơi trong vai trò của một tiền vệ phòng ngự cho nhiều câu lạc bộ nổi tiếng như Marseille, Juventus, Chelsea và Valencia, cũng như là Nantes và Bordeaux. Với tư cách cầu thủ đội tuyển Pháp, ông đã ra sân 103 lần và có mặt tại ba kỳ UEFA Euro và một kỳ FIFA World Cup, là đội trưởng của đội hình lên ngôi tại FIFA World Cup 1998 và UEFA Euro 2000.
Từng 2 lần giành chức vô địch Ligue 1 trong năm 1991 và 1992, Deschamps nằm trong thành phần câu lạc bộ Marseille giành chức vô địch UEFA Champions League vào năm 1993. Đây cũng là đội bóng đầu tiên, và duy nhất của Pháp cho đến nay làm được điều này. Ngoài ra ông cũng là đội trưởng trẻ nhất từng dẫn dắt đội bóng đến với danh hiệu Champions League lúc bấy giờ. Ông cũng là đội trưởng thứ hai trong lịch sử bóng đá, sau Franz Beckenbauer và sau này là Iker Casillas, từng nâng cao cúp vô địch Champions League, World Cup lẫn Euro.
Với tư cách huấn luyện viên, Deschamps bắt đầu sự nghiệp của mình với Monaco, và giúp câu lạc bộ vô địch Cúp Liên đoàn Pháp năm 2003, và lọt vào chung kết UEFA Champions League 2004, được vinh danh là huấn luyện viên xuất sắc nhất Ligue 1 vào năm 2004. Trong mùa giải 2006–07, ông đã giúp câu lạc bộ cũ Juventus của mình giành danh hiệu Serie B và trở lại Serie A sau khi xuống hạng do tham gia vào bê bối bóng đá Ý 2006. Sau đó ông huấn luyện câu lạc bộ cũ của mình, Marseille, nơi ông giành danh hiệu Ligue 1 ở mùa giải 2009-10, cũng như ba danh hiệu Cúp Liên đoàn Pháp liên tiếp từ năm 2010 đến năm 2012, và danh hiệu Trophée des Champions liên tiếp vào năm 2010 và 2011.
Vào ngày 8 tháng 7 năm 2012, Deschamps được chọn làm tân huấn luyện viên của đội tuyển quốc gia Pháp. Ông dẫn dắt đội tuyển đi đến tứ kết của FIFA World Cup 2014, trận chung kết của UEFA Euro 2016 và vô địch ở FIFA World Cup 2018, giải đấu mà Deschamps trở thành người thứ ba vô địch World Cup trên cả cương vị cầu thủ lẫn huấn luyện viên, cùng với Mário Zagallo và Franz Beckenbauer. Deschamps theo bước Beckenbauer trở thành người thứ hai làm được điều đó với tư cách đội trưởng.

## Sự nghiệp câu lạc bộ

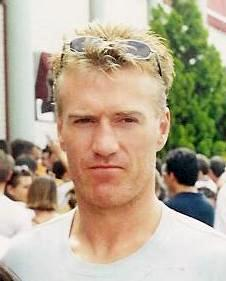
Deschamps năm 2000.

Sau một thời gian ngắn chơi bóng bầu dục ở câu lạc bộ Olympique Biarritz, Deschamps bắt đầu sự nghiệp bóng đá của mình tại một câu lạc bộ nghiệp dư, Aviron Bayonnais trong khi vẫn còn đi học. Khả năng của ông được phát hiện bởi các tuyển trạch viên của Nantes, người mà ông đã ký hợp đồng vào tháng 4 năm 1983. Deschamps ra mắt vào ngày 27 tháng 9 năm 1985. Ông chuyển đến Marseille năm 1989. Deschamps sau đó đã dành một mùa cho mượn với Bordeaux năm 1990, trước khi trở về Marseille. Trong trận đấu thứ hai với Marseille, Deschamps đã đạt được danh hiệu đầu tiên của mình như một cầu thủ chuyên nghiệp, giành hai danh hiệu vô địch Pháp vào năm 1991 và 1992, và là một thành viên của đội bóng đầu tiên và duy nhất của Pháp giành chức vô địch Champions League năm 1993, trở thành cầu thủ trẻ nhất làm đội trưởng giành chiếc cúp Champions League.
Năm 1994, Deschamps gia nhập câu lạc bộ Juventus của Ý, và đã giành ba danh hiệu Serie A, một Coppa Italia, hai Siêu cúp Ý, cũng như danh hiệu Champions League thứ hai, Siêu cúp UEFA và Cúp Liên lục địa năm 1996; ông cũng đã tham gia hai trận chung kết Champions League trong hai mùa giải tiếp theo, và trận chung kết UEFA Cup năm 1995. Sau khi kết thúc thi đấu với Juventus, Deschamps đã dành một mùa giải ở Anh với Chelsea, giành cúp FA và ghi một bàn vào lưới Hertha Berlin Champions League. Ông đã kết thúc sự nghiệp thi đấu ở Tây Ban Nha, thi đấu một mùa giải với Valencia, giúp đội bóng vào chung kết UEFA Champions League 2001, nhưng phải ở trên băng ghế dự bị khi họ thua Bayern Munich tại trận chung kết. Sau đó ông giải nghệ vào giữa năm 2001, khi chỉ mới 32 tuổi.

## Thống kê sự nghiệp
| # | Ngày                 | Địa điểm                                                   | Đối thủ    | Bàn thắng | Kết quả | Giải đấu                 |
| - | -------------------- | ---------------------------------------------------------- | ---------- | --------- | ------- | ------------------------ |
| 1 | 11 tháng 10 năm 1989 | Sân vận động Công viên các Hoàng tử, Paris, Pháp           | Scotland   | 1–0       | 3–0     | Vòng loại World Cup 1990 |
| 2 | 18 tháng 11 năm 1989 | Sân vận động Thành phố, Toulouse, Pháp                     | Síp        | 1–0       | 2–0     | Vòng loại World Cup 1990 |
| 3 | 24 tháng 1 năm 1990  | Sân vận động Al-Sadaqua Walsalam, Thành phố Kuwait, Kuwait | Đông Đức   | 3–0       | 3–0     | Giao hữu                 |
| 4 | 22 tháng 1 năm 1997  | Sân vận động Primeiro de Maio, Braga, Bồ Đào Nha           | Bồ Đào Nha | 1–0       | 2–0     | Giao hữu                 |

## Danh hiệu

### Cầu thủ
Marseille
- Ligue 1: 1989–90, 1991–92
- UEFA Champions League: 1992–93

Juventus
- Serie A: 1994–95, 1996–97, 1997–98
- Coppa Italia: 1994–95
- Supercoppa Italiana: 1995, 1997
- UEFA Champions League: 1995–96; á quân 1996–97, 1997–98
- UEFA Intertoto Cup: 1999
- UEFA Super Cup: 1996
- Intercontinental Cup: 1996
- UEFA Cup: á quân 1994–95

Chelsea
- FA Cup: 1999–2000

Valencia
- UEFA Champions League: á quân 2000–01

Pháp
- FIFA World Cup: 1998
- UEFA European Championship: 2000

### Huấn luyện viên
Monaco
- Coupe de la Ligue: 2002–03
- UEFA Champions League: á quân 2003–04

Juventus
- Serie B: 2006–07

Marseille
- Ligue 1: 2009–10
- Coupe de la Ligue: 2009–10, 2010–11, 2011–12
- Trophée des Champions: 2010, 2011

Pháp
- FIFA World Cup: 2018; á quân 2022
- UEFA Nations League: 2020–21
- UEFA European Championship: á quân 2016

### Cá nhân
Cầu thủ
- Cầu thủ hay nhất nước Pháp: 1996
- Đội hình xuất sắc nhất EURO: 1996
- FIFA 100: 2004

Huấn luyện viên
- Huấn luyện viên của năm tại Ligue 1: 2004

### Huân chương
- Bắc Đẩu Bội tinh: 1998[6][7]

### Kỷ lục
- Đội trưởng trẻ nhất từng nâng cao cúp vô địch Champions League